# Jan Delinikajtys

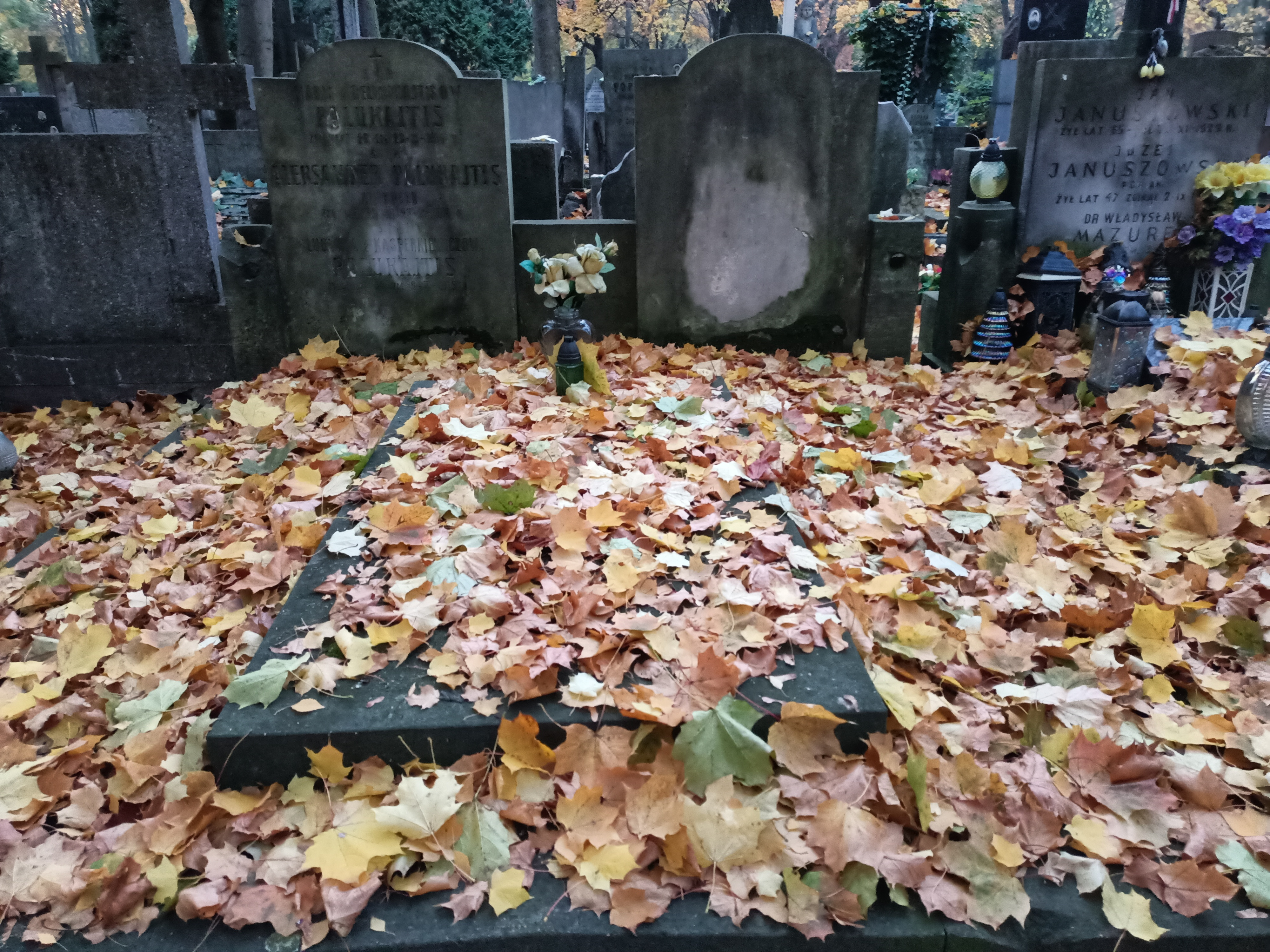
Grób Jana Delinikajtysa na Cmentarzu Powązkowskim

Jan Delinikajtys (Jan Delinikajtis, ur. 1850, zm. 25 kwietnia 1926 w Warszawie) – polski lekarz, homeopata. 
Ukończył gimnazjum w Mariampolu, następnie studiował medycynę na Uniwersytecie Warszawskim. Studia odbył dzięki pomocy materialnej organizacji studenckiej „Delegacja”, do której należał m.in. Ignacy Szpakowski. 16 czerwca 1881 w Warszawie otrzymał dyplom lekarza. Do 1889 praktykował w Łomży i Zambrowie. Od 1893 w osadzie Aleksota, po kilku miesiącach z powrotem w Warszawie, od 1897 w Wierzbonowie. W 1894 roku razem z I. Drzewieckim założył w Warszawie ambulatorium homeopatyczne. Od 1898 prowadził własną praktykę homeopatyczną i był jednym z najbardziej znanych stołecznych homeopatów. Założył Towarzystwo Zwolenników Homeopatii. W spisie lekarzy na rok 1924/25 figurował jako lekarz chorób kobiecych: przyjmował w mieszkaniu przy ul. Krakowskie Przedmieście 6. 
Miał dwóch synów, Janusza i Stefana. Janusz Deliniajtis był współpracownikiem „Kuriera Porannego”. Redagował też czasopismo „Radjo dla Wszystkich”.
Od jego nazwiska wzięły nazwę tzw. krople Delinikajtysa, sprzedawane w warszawskich aptekach. Zmarł 25 kwietnia 1926 roku. Pochowany jest na cmentarzu Powązkowskim (kwatera 114, rząd 1, miejsce 6).